# オミッド・ジャリリ
オミッド・ジャリリ（Omid Djalili, 1965年9月30日 - ）は、イギリスの俳優、コメディアン。ロンドン出身。イギリスで唯一のイラン系スタンダップ・コメディアンと言われている。

## 来歴
ロンドンのチェルシーで、イランからの移民の家庭に生まれる。北アイルランドのアルスター大学で英語と舞台演劇を学ぶ。1995年と1996年にエディンバラ・フェスティバル（Edinburgh Fringe）に出演し、スタンダップ・コメディアンとしてのキャリアをスタートさせた。
ジャリリはオーストラリア、カナダ、デンマーク、アメリカなど多くの国でパフォーマンスを行った。また、ウーピー・ゴールドバーグのシットコム『Whoopi』にも出演。イギリスのテレビ等に出演する一方、ハリウッド映画にも脇役で出演するようになる。
2007年11月、英国放送協会 (BBC) で『The Omid Djalili Show』の放送が開始された。

## 主な出演作品
- ハムナプトラ/失われた砂漠の都 The Mummy （1999年）
- 007 ワールド・イズ・ノット・イナフ The World Is Not Enough （1999年）
- グラディエーター Gladiator （2000年）
- スパイ・ゲーム Spy Game （2001年）
- チャンピオン 明日へのタイトルマッチ The Calcium Kid （2004年） 日本未公開
- モディリアーニ 真実の愛 Modigliani （2004年）
- スカイキャプテン ワールド・オブ・トゥモロー Sky Captain and the World of Tomorrow （2004年）
- カサノバ Casanova （2005年）
- パイレーツ・オブ・カリビアン/ワールド・エンド Pirates of the Caribbean: At World's End （2007年）
- 愛の伝道師 ラブ・グル The Love Guru （2008年） 日本未公開
- セックス・アンド・ザ・シティ2 Sex and the City 2 （2010年）
- スタン・リーのラッキーマン Stan Lee's Lucky Man （2016年 - 2018年）
- マンマ・ミーア! ヒア・ウィー・ゴー Mamma Mia! Here We Go Again （2018年）
- 王への手紙 The Letter for the King （2020年）